# Зачарованные (сезон 6)
Шестой сезон американского телесериала «Зачарованные» выходил на телеканале The WB с 28 сентября 2003 года по 16 мая 2004 года.

## Сюжет
Победив Титанов и пустив в дом Криса, Зачарованные живут обычной жизнью, но их пугает то, что после того, как Лео стал старейшиной, Пайпер стала подозрительно весёлой. Фиби неожиданно получает новый дар. Теперь она - эмпат. Узнав, что Лео находится в Вальхалле, сёстры превращаются в Валькирий и спасают его. Лео возвращается к Старейшинам. Пейдж часто меняет работу, получая возможность помогать людям. Пайпер пытается наладить личную жизнь, встречаясь с парнями, но понимает, что она, прежде всего, мать. Фиби встречается с Джейсоном, Пейдж — с Ричардом. Крис признается, что Уайатт в будущем злой, а он вернулся в прошлое, чтобы переписать историю. Вскоре ведьмы узнают о существовании Школы Магии и её директоре Гидеоне - Старейшине. У Фиби возникает видение, что Крис — сын Пайпер и Лео. Она рассказывает обо всём Пейдж. Вместе они думают о том, как помирить Пайпер и Лео, чтобы они зачали Криса, иначе тот погибнет. Но, случайно оказавшись в Долине Смерти, Пайпер и Лео мирятся. Вскоре Пайпер узнаёт, что беременна. Зачарованные отчаянно пытаются выяснить, какой демон в будущем обратит Уайата во зло, поэтому выслеживают и уничтожают всех демонов, способных на это. В спешке они не замечают, как инспектор Шеридан становится свидетельницей их магии. Появляются Чистильщики, и теперь Деррил, всегда прикрывавший их, оказывается в камере смертников за убийство. Сестры обращаются к Трибуналу с просьбой не карать их друга, выясняют, что за всем этим стоит демон Барбас. В итоге Деррил спасен, но Фиби лишается своих сил. Становится известно, что это Гидеон хочет обратить Уайатта во Зло. Крис погибает, пытаясь защитить брата. Лео уничтожает Гидеона, но Старейшины отворачиваются от него. У Пайпер рождается маленький Кристофер.

## В ролях

### Основной состав
- Алисса Милано — Фиби Холливелл (23 эпизода)
- Роуз Макгоуэн — Пейдж Мэтьюс (23 эпизода)
- Холли Мари Комбс — Пайпер Холливелл (23 эпизода)
- Брайан Краузе — Лео Уайатт (22 эпизода)
- Дрю Фуллер — Крис Холливелл (21 эпизод)
- Дориан Грегори — Деррил Моррис (9 эпизодов)

### Второстепенный состав
- Гилдарт Джексон — Старейшина Гидеон (7 эпизодов)
- Бальтазар Гетти — Ричард Монтана (6 эпизодов)
- Эрик Дэйн — Джейсон Дин (5 эпизодов)
- Сандра Проспер — Шейла Моррис (4 эпизода)
- Ребекка Болдинг — Элис Ротман (3 эпизода)
- Билли Драго — демон Барбас (3 эпизода)
- Джения Лэно — инспектор Шеридан (3 эпизода)
- Уэсли Рэмси — Уайатт Холливелл (2 эпизода)
- Джеймс Рид — Виктор Беннет (1 эпизод)
- Дженнифер Родс — Пенни Холливелл (1 эпизод)

## Эпизоды
| № общий | № в сезоне | Название                                                            | Режиссёр             | Автор сценария            | Дата премьеры    | Произв. код     | Зрители в США (млн) |
| --- | ---------- | ------------------------------------------------------------------- | -------------------- | ------------------------- | ---------------- | --------------- | ------------------- |
| 112113 | 12         | «Valhalley of the Dolls» «Куколки из Вальхаллы»                     | Джеймс Л. Конуэй     | Брэд Керн                 | 28 сентября 2003 | 4301112 4301113 | 6.3                 |
| После ухода Лео Пайпер странным образом счастлива. Пейдж думает, что Лео поработал над её памятью. Она читает заклинание для восстановления памяти, но вместо ожидаемого результата Пайпер теряет память окончательно. Фиби обретает новый дар. Крис делает Зачарованных Валькириями. Они спасают Лео, но Пайпер решает стать одной из воительниц Вальхаллы, чтобы не чувствовать боли. Лео подозревает Криса в том, что тот отправил его в Вальхаллу. Валькирии посылают воинов за Пейдж и Фиби, чтобы убить их. Воины же начинают убивать всех подряд. Валькирии вместе с Пайпер идут в город и забирают воинов. Но старшая сестра снова уходит с Валькириями. Фиби с Пейдж в Валхалле читают заклинание и, благодаря новому дару Фиби, забирают Пайпер с собой. |            |                                                                     |                      |                           |                  |                 |                     |
| 114 | 3          | «Forget Me... Not» «Забудь меня... Нет»                             | Джон Т. Кретчмер     | Генри Алонсо Майерс       | 5 октября 2003   | 4301114         | 5.8                 |
| Чистильщики стирают Уайатта и всю память о нём. С наступлением нового дня Зачарованные, Лео и Крис понимают, что забыли о чём-то, но не могут вспомнить. Вскоре они понимают, что они совершенно не помнят вчерашний день. Сёстры читают заклинание и возвращаются в прошлое. Они вспоминают, что забыли про Уайатта. И начинают понимать, почему им стёрли память, когда Уайатт, смотря телевизор, переносит дракона из фильма в Сан-Франциско... |            |                                                                     |                      |                           |                  |                 |                     |
| 115 | 4          | «The Power of Three Blondes» «Сила трёх блондинок»                  | Джон Беринг          | Дэниел Цероне             | 12 октября 2003  | 4301115         | 5.4                 |
| Три блондинки крадут личности и силы Зачарованных. Теперь сёстрам необходимо убедить Криса в том, что они — настоящие Зачарованные, и вернуть всё на свои места. |            |                                                                     |                      |                           |                  |                 |                     |
| 116 | 5          | «Love's a Witch» «Ведьмина любовь»                                  | Стюарт Гиллард       | Джанин Реншоу             | 19 октября 2003  | 4301116         | 5.4                 |
| Пейдж находит новую работу, но снова оказывается втянута в магию. На этот раз она вмешивается во вражду двух магических кланов, которые уже много лет подряд пытаются уничтожить друг друга. Крис понимает, что благодаря своему новому дару Фиби начала чувствовать и его эмоции, и решает срочно купить зелье, блокирующее её силы. Но он не подозревает, что за ним следит Лео. Пайпер пытается начать новую жизнь без Лео и идёт на свидание. |            |                                                                     |                      |                           |                  |                 |                     |
| 117 | 6          | «My Three Witches» «Три мои ведьмы»                                 | Джоэл Дж. Фейгенбаум | Скотт Липси и Уип Липси   | 26 октября 2003  | 4301117         | 5.5                 |
| Лео хочет лишить Криса статуса Хранителя. Чтобы преподать сёстрам урок, Крис идёт на сделку с демоном, который создаёт для девушек параллельные реальности, способные их убить. |            |                                                                     |                      |                           |                  |                 |                     |
| 118 | 7          | «Soul Survivor» «Спасённая душа»                                    | Мэл Дэмски           | Кёртис Кил                | 2 ноября 2003    | 4301118         | 5.2                 |
| На глазах Пейдж демоны убивают её нового босса, Ларри. Пейдж не может с этим смириться, так как думает, что Ларри заранее знал, что его убьют. Пейдж вызывает дух босса и узнаёт, что он продал свою душу дьяволу в обмен на удачу и успех. Несмотря на советы сестёр забыть о Ларри, Пейдж пытается его спасти. В это время Пайпер пытается найти себе парня, но Уайатт активно саботирует свидания мамы. А Лео и Крис проваливаются во временной портал. |            |                                                                     |                      |                           |                  |                 |                     |
| 119 | 8          | «Sword and the City» «Меч в большом городе»                         | Дерек Йохансен       | Дэвид Симкинс             | 9 ноября 2003    | 4301119         | 5.2                 |
| С просьбой о помощи к Зачарованным приходит Хранительница Меча. Она просит защитить Меч от злых сил. Во время встречи Хранительницу убивают, а Меч оказывается в камне. Зачарованные понимают, что это легендарный Эскалибур, который ждёт своего хозяина «короля Артура». Сёстры переносят его вместе с камнем домой. Помогает разобраться в проблеме им пытается Ричард, новый друг Пейдж. Но Фиби это откровенно не нравится. Попробовать вытащить Меч сразу сбегаются сказочные существа. Пайпер, пытаясь выгнать их из дома, случайно сама достаёт Меч из камня. В этот же момент появляется наставник Меча Мордант, который должен научить обладателя реликвии победить злые силы. |            |                                                                     |                      |                           |                  |                 |                     |
| 120 | 9          | «Little Monsters» «Маленькие монстры»                               | Джеймс Л. Конуэй     | Джули Хесс                | 16 ноября 2003   | 4301120         | 5.3                 |
| После убийства демона-маникоры сёстры находят её малыша. Они забирают его к себе домой и пытаются придумать, что делать дальше. Крис советует убить его, ведь малыш — будущий демон. Пайпер наотрез отказывается это сделать. Тем более, что она видит, как Уайатт играет с новеньким и не чувствует опасности. В это время Деррил просит Пейдж о помощи. Ему нужно проникнуть в здание и поговорить с парнем, который держит заложников. Пейдж произносит заклинание, но оно имеет небольшой побочный эффект. После того, как ребёнок-демон закричал, на его крик сбегаются маникоры. Но среди них появляется и другое существо, Зверь. Уайатт не даёт ему забрать новенького малыша. Тогда Зверь похищает Пайпер. |            |                                                                     |                      |                           |                  |                 |                     |
| 121 | 10         | «Chris-Crossed» «Крис на крест»                                     | Джоэл Дж. Фейгенбаум | Кэмерон Литвак            | 23 ноября 2003   | 4301121         | 6.0                 |
| Из будущего приходит ведьма и пытается отнять у Криса его силу. Пайпер её взрывает. На теле Криса остаётся рана, которую он тщательно скрывает. Сёстры пытаются узнать, кем была эта девушка, и находят в Книге страницу о ведьмах-фениксах. Они понимают, что Пайпер не убила ведьму, и она придёт снова. Крису становится хуже. Вскоре Зачарованные узнают, что девушку зовут Бьянка, и она возлюбленная Криса. В это время Бьянка читает заклинание, которое ослабевает родственные связи. В итоге сёстры расходятся по своим делам: Пейдж — к Ричарду, Фиби — к Джейсону в Гонконг, а Пайпер — к своему парню-пожарному. Воспользовавшись моментом, Бьянка вырубает Лео и похищает Криса, чтобы забрать его обратно в будущее. |            |                                                                     |                      |                           |                  |                 |                     |
| 122 | 11         | «Witchstock» «Фестиваль ведьм»                                      | Джеймс А. Контнер    | Дэниел Цероне             | 11 января 2004   | 4301122         | 5.3                 |
| После того, как сёстры разъехались, Пайпер приходится одной бороться с демонами. При очередной борьбе с демоном-слизнем Крис предлагает созвать сестёр, так как считает, что его может убить только Сила Трёх. Пайпер взрывает демона, но частички его прилипают к её одежде и снова оживают уже дома. Сёстры находят на чердаке свои вещи, которые Пайпер аккуратно убрала после их переезда. Они находят красные сапоги Пенни. Пейдж одевает их и переносится в 1967 год. Она попадает в "Лето любви", когда было очень модным течение "хиппи". В это время в настоящем сёстры вызывают Грэмс, чтобы узнать, куда подевалась Пейдж. Грэмс рассказывает, что сапоги перенесли Пейдж в то время, когда демон убил её первого мужа, Аллана. Именно благодаря этой смерти Пенни смогла стать сильной и могущественной ведьмой. Демон-слизень продолжает атаковать дом. Пока Пенни вместе с Крисом и Лео пытаются задержать демона, Фиби и Пайпер отправляются в прошлое за сестрой, чтобы она не успела поменять прошлое и спасти Аллана.                                                      |            |                                                                     |                      |                           |                  |                 |                     |
| 123 | 12         | «Prince Charmed» «Принц Зачарованный»                               | Дэвид Джексон        | Генри Алонсо Майерс       | 18 января 2004   | 4301123         | 3.9                 |
| Пока Пайпер спит, демон приходит к Уайатту и пытается снять с него защиту. Пайпер вовремя просыпается и убивает демона. Она решает, что так больше продолжаться не может, и надо перестать ходить на свидания. Фиби и Пейдж, готовясь ко дню рождения сестры, не принимают желание Пайпер всерьёз и думают, что ей просто нужна встряска. Они создают в подарок Пайпер идеального мужчину, который будто читает мысли Пайпер и выполняет все её желания. Крис пытается внушить Зачарованным, что самое правильное решение в защите Уайатта - это блокировка его сил. Пайпер со временем соглашается с Крисом, но Фиби и Пейдж даже слышать об этом не хотят. Тогда Крис немного меняет идеального мужчину Пайпер, и теперь в него влюбляются все сёстры. Они начинают драться из-за него, но он останавливает их и убеждает в том, что надо блокировать силы Уайатта. Вот только демоны меняют их планы. Они снова нападают, снимают защиту с Уайатта и похищают его. |            |                                                                     |                      |                           |                  |                 |                     |
| 124 | 13         | «Used Karma» «Чужая карма»                                          | Джон Т. Кретчмер     | Джанин Реншоу             | 25 января 2004   | 4301124         | 4.2                 |
| Во время ужина в доме Холливеллов Фиби решает рассказать о себе Джейсону, но не успевает - приходит Лео и сообщает о демоне. Сёстры убегают на кухню и переносятся в логово врага, оставляя Джейсона на попечение Лео и Ричарда. Джейсон, устав ждать, идёт на кухню, но не обнаруживает девушек. Спустя мгновение они переносятся домой прямо перед его глазами. Джейсон уходит. Фиби бежит за ним. Пайпер и Пейдж решают вернуться в логово демонов и найти их короля. Оставшись один, Ричард открывает Книгу Таинств и произносит заклинание очищения своей кармы. Но в этот момент домой возвращается Фиби, и заклинание отрицательно сказывается на ней. Теперь внутри Фиби начинает жить... Мата Хари. |            |                                                                     |                      |                           |                  |                 |                     |
| 125 | 14         | «The Legend of Sleepy Halliwell» «Легенда о спящей Холливелл»       | Джон Паре            | Кэмерон Литвак            | 8 февраля 2004   | 4301125         | 4.8                 |
| Пайпер приводит Уайтта в подготовительную группу, но ребёнку становится там скучно и он переносится домой. Сёстры переносятся вслед за ним и видят, что посреди лестницы теперь стоит дверь. Через мгновение дверь открывается и из неё выходит Зигмунд, учитель Школы магии, а вслед за ним — Всадник без головы, который отрубает ему голову. Зачарованные отправляются в Школу магии, чтобы спасти учителей и учеников от Всадника, узнать кое-что о Крисе и понять самих себя. |            |                                                                     |                      |                           |                  |                 |                     |
| 126 | 15         | «I Dream of Phoebe» «Я мечтаю о Фиби»                               | Джон Т. Кретчмер     | Кёртис Кил                | 15 февраля 2004  | 4301126         | 4.1                 |
| Крис пытается уговорить Фиби помочь ему помирить Пайпер и Лео, так как если они не начнут снова заниматься сексом в ближайшие недели, Крис может быть и не зачат. Фиби приходит письмо от девушки с востока, которая просит о помощи. Крис и Фиби отправляются на спасение девушки и узнают, что она является джином, а её хозяин — демоном. В это же время Пейдж пытается остановить пыл Ричарда, который заваливает её подарками с помощью магии. Она предлагает с помощью зелья ограничить его колдовские способности, но Ричард воспринимает эту идею в штыки. Тем временем, сама того не желая, Фиби произносит три желания, последнее из которых освобождает девушку-джина из бутылки. Оказывается, что Джинни была демоном, заточённым в бутылке, и теперь это место занимает... Фиби. |            |                                                                     |                      |                           |                  |                 |                     |
| 127 | 16         | «The Courtship of Wyatt's Father» «Ухаживания отца Уайатта»         | Джоэл Дж. Фейгенбаум | Брэд Керн                 | 22 февраля 2004  | 4301127         | 5.0                 |
| Пейдж и Фиби пытаются свести Лео и Пайпер. Крис понимает, что у него остаётся меньше суток, чтобы быть зачатым. Неожиданно в доме появляется Тёмный хранитель и нападает на Лео и Уайтта. Сёстрам удаётся отразить атаку и ранить его. С помощью крови Тёмного хранителя Зачарованные идут по его следу и натыкаются на целую банду таких как он. Во время потасовки Пайпер взрывает одного из них, но тот не умирает, а переносит Лео и Пайпер в Долину духов. Теперь сёстрам придётся найти портал в другой мир и спасти Пайпер и Лео, пока время пребывания Криса в живых не истекло. |            |                                                                     |                      |                           |                  |                 |                     |
| 128 | 17         | «Hyde School Reunion» «Встреча выпускников»                         | Джонатан Уэст        | Дэвид Симкинс             | 14 марта 2004    | 4301128         | 4.8                 |
| Теперь, когда Пайпер узнала тайну Криса, она начинает больше присматриваться к нему и понимает, что будущий сын её за что-то недолюбливает. Для того, чтобы понять причину, Пайпер приглашает в гости своего отца, дедушку Криса. Фиби собирается на вечер встречи выпускников. Она просматривает выпускной альбом и натыкается на стишок, написанный ею ещё в школе. Забыв об осторожности, Фиби читает его вслух и возвращает своё школьное прошлое. |            |                                                                     |                      |                           |                  |                 |                     |
| 129 | 18         | «Spin City» «Город в паутине»                                       | Мэл Дэмски           | Энди Ризер и Даг Э. Джонс | 18 апреля 2004   | 456006          | 3.8                 |
| Паучиха, появляющийся раз в 100 лет, нападает на сестёр и Криса и задевает парня своими когтями. Вернувшись домой, Пайпер и Пейдж начинают обдумывать план по уничтожению нового демона. Крис предлагает воспользоваться Силой Трёх, но Пайпер против, ведь Фиби сейчас совсем не до этого — она ищёт себе будущего мужа и отца своего будущего ребёнка. Пейдж предлагает вызвать Лео, но теперь против этого категорически отзывается Крис. Пайпер его поддерживает. Сварив зелье и вызвав домой Фиби, Зачарованные и не замечают, что с Крисом происходят изменения — он начинает превращаться в демона-паука. Пробравшись в дом сестёр Паучиха нападает на них, и помогает ей в этом... Крис. Демоница помещает Пайпер в кокон, чтобы высосать из неё магические силы, но Пейдж и Фиби удаётся отразить её атаку. Теперь сёстрам предстоит разобраться с тем, что же делать с племянником-демоном и сестрой-коконом. Они решают вызвать Лео и рассказывают ему всё, в том числе и то, что Крис — его сын.                                                                                 |            |                                                                     |                      |                           |                  |                 |                     |
| 130 | 19         | «Crimes and Witch-Demeanors» «Преступления и поведение ведьм»       | Джон Т. Кретчмер     | Генри Алонсо Майерс       | 25 апреля 2004   | 4301130         | 3.4                 |
| Фиби, Пейдж и Деррил уничтожают фантома, который вселился в преступника. Убегая с места происшествия, сёстры не замечают, как всё произошедшее успела снять на камеру инспектор Шеридан, коллега Деррила. На следующее утро с просьбой о помощи приходит Шейла, жена Деррила. Она рассказывает о том, что её мужа отправили за решётку за вчерашнее убийство. Ничего не понимая, Пейдж и Фиби мчатся в отделение полиции. Адвокат Деррила показывает им видеозапись, на которой отчётливо видно, как инспектор убивает преступника. Поняв, что в этом замешаны их «старые друзья» Чистильщики, сёстры вызывают их. Но Чистильщикам запрещено вступать с Зачарованными в контакт по приказу Трибунала, высшего суда магического мира. Несмотря на возможные проблемы, Гидеон, Лео, Фиби и Пейдж вызывают Трибунал и начинают слушание по делу Деррила Морриса. Вот только «адвокатом дьявола» становится Барбас, вызванный Трибуналом специально для этого дела. Постепенно сёстры понимают, что в ходе судебного разбирательства решится не только судьба их друга, но и самих Зачарованных. |            |                                                                     |                      |                           |                  |                 |                     |
| 131 | 20         | «A Wrong Day's Journey Into Right» «Неправильный день»              | Дерек Йохансен       | Кэмерон Литвак            | 2 мая 2004       | 4301131         | 4.1                 |
| Пейдж создаёт идеального мужчину, но у него появляется злой двойник. Криса арестовывает Деррил, Лео просит выпустить Криса, но Моррис отказывается, и Лео сам спасает сына от тюрьмы. |            |                                                                     |                      |                           |                  |                 |                     |
| 132 | 21         | «Witch Wars» «Война ведьм»                                          | Дэвид Джексон        | Криста Вернофф            | 9 мая 2004       | 4301132         | 2.7                 |
| Пара демонов решает устроить реалити-шоу, демоны участники должны убить определённую ведьму быстрее соперников, одну из таких ведьм и спасают Зачарованные, однако теперь демонические камеры направлены на них. |            |                                                                     |                      |                           |                  |                 |                     |
| 133134 | 2223       | «It's a Bad, Bad, Bad, Bad World» «Этот плохой, плохой, плохой мир» | Джон Паре            | Джанин Реншоу Кёртис Кил  | 16 мая 2004      | 4301133 4301134 | 4.7                 |
| Зачарованные пытаются отправить Криса назад в будущее, однако у Гидеона другие планы. Он отправляет Лео и Криса в параллельный мир, где правит Зло. Фиби и Пейдж придётся объединиться со своими злыми двойниками, чтоб всё исправить. Из-за пересечения двух реальностей баланс нарушен, теперь в Добром мире любая провинность карается смертью. Пока сёстры, Лео и Крис пытаются всё исправить, Гидеон добирается до Уайатта… Пайпер рожает со смертельной опасностью для маленького Криса, в это время взрослому тоже грозит смертельная опасность со стороны Гидеона. |            |                                                                     |                      |                           |                  |                 |                     |